# Дерганівська сільська рада
| Дерганівська сільська рада — колишня адміністративно-територіальна одиниця та орган місцевого самоврядування у Білилівському і Ружинському районах Бердичівської округи, Київської й Житомирської областей Української РСР та України з адміністративним центром у с. Дерганівка. Сільській раді були підпорядковані населені пункти: - с. Дерганівка - с. Кордонівка - с. Мар'янівка |

## Населення
Відповідно до перепису населення СРСР, станом на 17 грудня 1926 року, чисельність населення ради становила 2 251 особу, з них, за статтю: чоловіків — 1 092, жінок — 1 159; етнічний склад: українців — 2 208, євреїв — 26, поляків — 11, інші — 6. Кількість господарств — 515, з них, несільського типу — 15.
Відповідно до результатів перепису населення СРСР, кількість населення ради, станом на 12 січня 1989 року, становила 1 199 осіб.
Станом на 5 грудня 2001 року, відповідно до перепису населення України, кількість мешканців сільської ради становила 1 008 осіб.

## Склад ради
Рада складалася з 12 депутатів та голови.

## Керівний склад сільської ради
| ПІБ                         | Основні відомості                                                 | Дата обрання | Дата звільнення |
| --------------------------- | ----------------------------------------------------------------- | ------------ | --------------- |
| Зінькова Антоніна Цезарівна | Сільський голова, 1961 року народження, освіта                    | 26.03.2006   | 31.10.2010      |
| Зінькова Антоніна Цезарівна | Сільський голова, 1961 року народження, освіта вища, позапартійна | 31.10.2010   |                 |

Примітка: таблиця складена за даними джерела

## Історія
Створена 1923 року в с. Дерганівка Білилівської волості Бердичівського повіту Київської губернії. Станом на 17 грудня 1926 року на обліку числиться хутір Зарічче, котрий відсутній в обліку населених пунктів на 1 жовтня 1941 року.
Станом на 1 вересня 1946 року сільська рада входила до складу Ружинського району Житомирської області, на обліку в раді перебувало с. Дерганівка.
5 березня 1959 року, відповідно до рішення Житомирського облвиконкому № 161 «Про ліквідацію та зміну адміністративно-територіального поділу окремих сільських рад області», територію та населені пункти ради приєднано до складу Білилівської сільської ради Ружинського району. Відновлена 19 квітня 1965 року, відповідно до рішення Житомирського ОВК № 212 «Про розукрупнення Білилівської сільської ради та утворення Дерганівської сільської ради Ружинського району», в складі сіл Дерганівка, Кордонівка та Мар'янівка Білилівської сільської ради.
На 1 січня 1972 року сільська рада входила до складу Ружинського району Житомирської області, на обліку в раді перебували села Дерганівка, Кордонівка та Мар'янівка.
Виключена з облікових даних 17 липня 2020 року. Територію та населені пункти ради, відповідно до розпорядження Кабінету Міністрів України № 711-р від 12 червня 2020 року «Про визначення адміністративних центрів та затвердження територій територіальних громад Житомирської області», включено до складу Ружинської селищної територіальної громади Бердичівського району Житомирської області.
Входила до складу Білилівського (7.03.1923 р.) та Ружинського (27.03.1925 р.) районів.